# Hippuritoida
Le rudiste (Rudistes), note anche come ippuritoidi (Hippuritoida Newell, 1965), sono un ordine estinto di molluschi Bivalvi dalla conchiglia spessa, ineguale, quasi sempre bentonici fissi. Appaiono nel Giurassico superiore, hanno il loro apogeo nel Cretaceo e si estinguono alla fine di questo periodo nell'oceano Tetide.

## Caratteristiche
Sono forme peculiari dell'ambiente di piattaforma carbonatica, nell'ambito della quale costituiscono veri e propri corpi di scogliera organogena.
La loro fissità e l'estremo adattamento agli ambienti di reef hanno spesso fatto perdere alle Rudiste ogni tipo di somiglianza con gli altri Bivalvi.
Si dividono in 11 famiglie:
- Antillocaprinidae
- Caprinidae
- Caprotinidae
- Diceratidae
- Dictyoptychidae
- Hippuritidae
- Ichthyosarcolitidae
- Plagioptychidae
- Polyconitidae
- Radiolitidae
- Requieniidae

Le Rudiste sono caratteristiche delle facies di reef e piattaforma carbonatica della provincia mesogea in Eurasia, Africa e America; non se ne conoscono in Australia e i Diceratidi sono sconosciuti in America. Relativamente poco modificati rispetto ai bivalvi più tipici, questi ultimi appartengono all'Oxfordiano.

## Morfologia
La conchiglia è molto spessa, ritorta, arrotondata e poco ornata, più o meno inequivalve. La valva libera è spesso opercolare. Diceras e Heterodiceras sono frequenti nelle facies di piattaforma carbonatica del Giurassico superiore.
Nei Requienidi, la valva fissa è fortemente arrotolata, mentre la valva libera è per lo più opercolare. Nei Monopleuridi, la conchiglia è spesso dello stesso tipo, ma talvolta anche tubolare. I generi Requienia, Matheronia, Toucasia e Monopleura hanno un ruolo notevole nelle facies di tipo urgoniano.
Caprotinidi e Caprinidi sono spesso raggruppati sotto il nome di Rudiste a canali, per la presenza nel guscio di un sistema di cavità e di canali. Solitamente i Caprotinidi non hanno canali, ma semplici cavità. I Caprinidi hanno sempre un sistema di canali la cui disposizione è più o meno complicata. Policonites, Horiopleura e Caprotina (Caprotinidi), da una parte, Caprina, Plaegioptychus e Ichthyosarcolithes (Caprinidi), dall'altra, sono frequenti in Francia.
Le Rudiste in senso stretto (Ippuritidi e Radiolitidi) sono caratterizzate da un'estrema deformazione della conchiglia. La valva fissa è cilindro-conica o a forma di cono più o meno appiattito. La valva libera, piatta, è opercolare.
Gli Ippuritidi hanno una valva libera piatta, percorsa da pori e che può presentare due piccole aperture, gli "osculi". La valva fissa è conica o cilindro-conica, liscia o con costolature, con tre solchi longitudinali che corrispondono interiormente a tre pieghe del guscio: la cresta del legamento e i "pilastri". Vi sono opinioni diverse sul ruolo dei "pilastri", dato che i moderni Bivalvi ne sono tutti sprovvisti. Gli ippuriti compaiono con tutte le loro caratteristiche nel Turoniano e in seguito si modificano poco. Sono organismi coloniali che vivevano in condizioni analoghe a quelle del polipi e formano dei banchi.
Come fossili, gli ippuriti, sono molto utili poiché permettono di stabilire delle scale stratigrafiche locali nella regione mediterranea.
I Radiolitidi hanno una valva fissa conica, più o meno svasata. La valva libera è piatta o conica. Il guscio è molto spesso, con struttura celluloprismatica. L'ornamentazione è formata da creste e da collaretti trasversali o da rilievi longitidinali, o da una combinazione di entrambi. Perlopiù esistono due zone con ornamentazione un po' diversa, le "bande sifonali", assimilate ai pilastri degli ippuriti. I Radiolitidi sono esistiti dall'Aptiano-Albiano (Cretacico inferiore) fino alla fine del Cretaceo.

## Barriere di rudiste
Le rudiste, nel corso del Cretaceo, svilupparono abitudini di scogliera e furono tra i principali organismi a costituire barriere nei mari di fine Mesozoico. Non si sa effettivamente se le rudiste fossero veri e propri organismi costruttori, ma di certo l'habitat preferenziale era quello di barriera in contesti ambientalidi rampa carbonatica. Questi animali furono tra i molti gruppi ad estinguersi alla fine del Cretaceo. Altri molluschi che scomparvero in quell'estinzione di massa furono gli inocerami (Inoceramus).